# توشيو ماتسورا
توشيو ماتسورا (باليابانية: 松浦 敏夫) (20 نوفمبر 1955 في يوكوهاما في اليابان – )؛ هو لاعب كرة قدم ياباني سابق كان يلعب كمهاجم. سبق له أن لعب مع منتخب اليابان.

## وصلات خارجية
- توشيو ماتسورا على موقع ناشيونال فوتبول تيمز (الإنجليزية)

- National Football Teams
- Japan National Football Team Database